# ラキ火山
ラキ火山（ラキかざん、英: Laki、アイスランド語: Lakagígar（ラーカギーガル）、「反芻する火口」の意）はアイスランド南部の単成火山。スカフタフェットル国立公園内のキルキュバイヤルクロイストゥルの近くにある。
ラキはグリムスヴォトン火山、エルトギャゥ、カトラ火山などと火山帯を構成している。この火山帯は北東 - 南西方向に横たわり、ミールダルスヨークトル氷河 とヴァトナヨークトル氷河の間に位置している。
934年に大規模な噴火を起こしている。1783年にはその横のグリムスヴォトン火山と相次ぎ噴火し、大量の溶岩と火山灰を発生させた。火山爆発指数（VEI）＝6。

## 934年の噴火
934年、大規模な噴火が発生し、19.6 km3の玄武岩溶岩が噴出して、エルトギャゥ断層の一部となった。これは人類史上においても大きな噴火の一つである。

## 1783年の噴火
1783年6月8日、地下水がマグマに触れて水蒸気爆発が発生し、長さ26kmにわたり130もの火口が誕生した。割れ目噴火である。しかし噴火規模は次第に収まり、プリニー式噴火、ストロンボリ式噴火、そして溶岩流を主体とするハワイ式噴火へと変わっていった。
この噴火はスカフタ川の炎（Skaftáreldar または Síðueldur）と呼ばれ、約15 km3の玄武岩溶岩と0.91 km3のテフラ（火山灰など）を発生した。溶岩噴泉は高さ800-1400mに達したと推定される。溶岩の噴出は5か月で終わったが、噴火自体は断続的に1784年2月7日まで続いた。
ラキ火山近郊のグリムスヴォトン火山でもまた1783年から1785年の間に噴火が起きている。双方の噴火により、800万トンのフッ化水素ガスと1億2000万トンの二酸化硫黄ガスが噴出し、付近の羊の80%、50%以上の牛と馬を殺し、住民の21%の命を奪った飢饉が発生した。
噴煙は噴火対流によって高度15kmにまで達した。この粒子の影響で、北半球全体の気温が下がった。ヨーロッパでは「ラキのもや」と呼ばれた。イギリスでも火山灰が降り、1783年の夏は「砂の夏」（sand-summer）と呼ばれた。
この噴火は火山爆発指数 (VEI) で8段階（8が最大規模）中の6と評価されている。

### アイスランド国内への影響
この噴火は、アイスランドには壊滅的な被害をもたらした。噴火後の飢饉で21%の住民が死亡した。そして羊の約80%、牛の50%、馬の50%が、放出された800万トンものフッ素化合物により歯のフッ素症と骨のフッ素症が原因で死んだ。
溶岩が流れ出すと氷河が溶け出して洪水のような水が下流域の集落に流れ込み、21の村が破壊され、241人が亡くなった。
教区聖職者ヨーン・ステイングリームソン（Jón Steingrímsson）は「火の説教（eldmessa）」で有名になった。溶岩流が襲った時、小さな町キルキュバイヤルクロイストゥルの全住民が礼拝中だった。人々が教会に留まっていると、溶岩は町の近くで止まった。この事件をステイングリームソン自身が次のように伝えている。

### ヨーロッパへの影響
空気中に1億2000万トンもの二酸化硫黄が放出された。これは、1991年のピナトゥボ山噴火に匹敵し、ヨーロッパにおける2006年工業製品生産量の3倍に相当する。この二酸化硫黄粒子は西ヨーロッパ全体に広がり、1783年から1784年の冬までの間に何万もの人が死んだ。
1783年の夏は記録的な猛暑で、アイスランド上空に巨大な高気圧が発生し、南東方向に風が吹いた。毒の雲はデンマーク＝ノルウェーのベルゲン（スカンディナヴィア半島先端）に到達し、6月17日にはボヘミアのプラハに、6月18日にはベルリンに、6月20日にはパリに、6月22日にはル・アーヴルに達した。6月23日にはイギリスに達した。あまりに霧が深かったため、船が港から出られなかった。また、太陽は「血の色 (blood coloured)」と呼ばれた。
人々は硫黄化合物のガスを吸い込み、肺の柔組織が腫れ上がったため、呼吸困難になった。フランス中部のシャルトル市の死者数は8月と9月に40人ずつ増加し、局地的死亡率が5%ずつ上昇した。一方イギリスの記録では、屋外労働者の死者が増加し、ベッドフォードシャー州、リンカンシャー州など東部沿岸の死亡率が2～3倍になった。8月、9月にイギリスで中毒死した人は23,000人と推測されている。
このもやは雹を含んだ激しい雷雨を引き起こし、秋に収まるまでに多くの牛が死んだ。さらに1784年の冬には寒波をもたらした。ハンプシャーのセルボーンに住むギルバート・ホワイトは、氷点下の気温が28日間続いたと記し、以下の記録を残している。
この寒さでイギリスの死者数はさらに8000人増えたと推測される。さらに春の雪解けで、ドイツと中央ヨーロッパでは激しい洪水被害を記録した。
ラキ火山の影響は、その後数年にわたってヨーロッパに異常気象をもたらした。フランスではこの影響で、1785年から数年連続で食糧不足が発生した。その原因は、労働者数の減少、旱魃、冬と夏の悪天候であった。1788年には猛烈な嵐が起こり、農作物が大被害を受けた。これにより生じた貧困と飢饉は、1789年のフランス革命の大きな原因のひとつになった。
なお、ラキ火山の噴火は異常気象の原因の1つにすぎない。グリムスヴォトン火山もまた1783年から1785年にかけて噴火しており、最近の研究では1789年から1793年にかけてエルニーニョが発生したとする説もある。

### 北アメリカへの影響
北アメリカの1784年の冬は、長く、寒かった。ニューイングランドでは大雪になり、チェサピーク湾では氷点下の日が記録的に続いた。チャールストン湾 (en) ではスケートができるほどだった。南部も雪雲に襲われ、ニューオーリンズではミシシッピ川が凍りつき、メキシコ湾にも氷が浮かんだ。
ベンジャミン・フランクリンは、1784年にこう書き遺している。

### その他地域への影響
アフリカではモンスーンの風力が弱まり、中央部のサヘルでは1日の降雨量が1 - 3mm減少した。そのため、ナイル川の流量が減った。

#### 日本への影響
日本では、同じ1783年（天明3年）に起きた浅間山の天明大噴火と重なって冷害が発生し、合わせて天明の大飢饉の原因になったといわれている。